# فرانسيس غراي باتون
فرانسيس غراي باتون (بالإنجليزية: Frances Gray Patton)‏ (19 مارس 1906 - 28 مارس 2000)؛ كاتِبة وروائية أمريكية.